# هوسا تی‌وی
هوسا تی‌وی نام اولین شبکه تلویزیونی هوسایی زبان ایران است. این شبکه با فرمت اچ‌دی بر روی اینترنت پخش می‌شود. مدیریت و راه اندازی این شبکه را از ابتدا محمدرضا حاتمی بر عهده داشته‌است.

## تاریخچه
شبکه رادیو و تلویزیونی هوسا تی‌وی نخستین شبکه برون مرزی ویژه قاره آفریقا می‌باشد که در فروردین سال ۱۳۹۸ رسماً افتتاح شد درحال حاضر دارای چهار وبسایت و بیش از۳۵ صفحه فعال در شبکه‌های اجتماعی و پلتفرم‌ها به سه زبان هوسایی، انگلیسی و فارسی است. همچنین روزانه۳ ساعت برنامه‌های رادیویی به زبان هوسایی و شش ساعت برنامه‌های تلویزیونی به دو زبان انگلیسی و هوسایی ازطریق این شبکه، پخش و در طول شبانه روز تکرار می‌شود.

## اهداف
هوسا تی‌وی، رسانه دو زبانه‌ای است که به گفته مدیران صداوسیما، مخاطبان هوسایی‌زبان آفریقایی را جامعه هدف خود تعریف کرده‌است. زبان هوسه یا همان هوسا، یکی از زبان‌های معروف آفریقا است که در کشورهای نیجریه، لیبریا، غنا، بورکینافاسو، نیجر، ساحل عاج، چاد، سودان و توگو تکلم می‌شود. در برخی از این کشورها زبان اول و اصلی، انگلیسی است و از زبان هوسایی به عنوان زبان دوم استفاده می‌شود.
دربارهٔ تعداد افرادی که با زبان هوسایی تکلم می‌کنند، اعداد مختلفی ذکر شده‌است؛ از ۳۵ میلیون تا بیش از ۲۰۰ میلیون نفر. به گفته مسئولان سازمان صداوسیمای جمهوری اسلامی هوسا تی‌وی هدف خود را مبارزه با ایران‌هراسی و ترویج گفتمان جمهوری اسلامی تعریف کرده و در همین راستا عمل می‌کند. این شبکه در کنار زبان هوسایی، برنامه‌های خود را به زبان انگلیسی نیز پخش می‌کند.

## حضور در آفریقای غربی
مرداد سال ۱۳۹۷ روزنامه الاهرام، یکی از مطرح‌ترین روزنامه‌های جهان عرب مقاله‌ای از «اشرف عبدالمنعم» روزنامه‌نگار برجسته مصری منتشر می‌کند که در آن به شکل ویژه به شبکه آفریقایی جمهوری اسلامی پرداخته‌است. در بخشی از این مقاله آمده‌است: «هوسا تی‌وی جدیدترین سلاح رسانه‌ای ایران است و این بار آفریقای غربی را هدف گرفته‌است.»
نگارنده در ادامه این مطلب شبکه «هوسا تی‌وی» را نماد جاه طلبی جمهوری اسلامی خوانده که قرار است میلیونها نفر از آفریقاییان را به «شیعیان» و «دشمن دیگران» تبدیل کند. بخش دیگری از مقاله الاهرام «به حسینیه‌هایی اشاره دارد که توسط جمهوری اسلامی در سراسر کشورهای عربی پراکنده شده‌اند. همچنین به ایجاد شبکه‌هایی از مدارس، بیمارستان‌ها و تجارت‌خانه‌هایی اشاره شده که در سراسر منطقه هوسایی‌زبان پراکنده‌اند و با کمک‌های اقتصادی، نظامی و اکنون رسانه‌ای در حال محاصره اعراب شمال آفریقا هستند.»